# شيلدبرايش 2024
شيلدبرايش 2024 (بالفرنسية: Grand Prix de l'Escaut 2024)‏ هو سباق دراجات هوائية، وهو الموسم 112 من شيلدبرايش، وأقيم في 3 أبريل 2024 ضمن سباقات سلسلة سباقات الاتحاد الدولي للدراجات للمحترفين 2024.
فاز بالمركز الأول تيم ميرلير، وفاز بالمركز الثاني جاسبر فيليبسين، وفاز بالمركز الثالث ديلان جروينويغن.

## الفرق
| فرق عالمية (11)- Alpecin-Deceuninck - Arkéa-B&B Hotels - Astana Qazaqstan Team - Bora-Hansgrohe - Cofidis - Intermarché-Wanty - Lidl-Trek - Soudal Quick-Step - Team dsm-firmenich PostNL - Team Jayco AlUla - UAE Team Emirates فرق برو (9)- بنجوال باوليز ساوكس دبليو بي ‏ - Israel-Premier Tech - Lotto Dstny - Q36.5 Pro Cycling Team ‏ - Unibet Tietema Rockets ‏ - سبورت فلاندرين بالويس ‏ - TotalEnergies - سويس ريسينغ أكادمي 2024 ‏ - أونو-إكس موبيليتي ‏ فرق قارية (2)- بيت سايكلنج 2024 ‏ - سوبرانو هام ايزوريكس 2024 ‏ |  |
| |  |

## المشاركون
| Alpecin-Deceuninck ADC | Alpecin-Deceuninck ADC           | Alpecin-Deceuninck ADC |
| ---------------------- | -------------------------------- | ---------------------- |
| م                      | عداء                             | مرتبة                  |
| 1                      | جاسبر فيليبسين                   | 2                      |
| 2                      | Simon Dehairs ‏                   | 27                     |
| 3                      | Robbe Ghys ‏                      | 132                    |
| 4                      | Kaden Groves ‏                    | 107                    |
| 5                      | إدوارد بلانكايرتإدوارد بلانكايرت | 84                     |
| 6                      | Senne Leysen ‏                    | 99                     |
| 7                      | رامون سينكلدام                   | 83                     |

| Soudal Quick-Step SOQ | Soudal Quick-Step SOQ | Soudal Quick-Step SOQ |
| --------------------- | --------------------- | --------------------- |
| م                     | عداء                  | مرتبة                 |
| 11                    | تيم ميرلير            | 1                     |
| 12                    | جياني موسكون          | 44                    |
| 13                    | كاسبر بيدرسين         | 97                    |
| 14                    | Luke Lamperti ‏        | 42                    |
| 15                    | Bert Van Lerberghe ‏   | 36                    |
| 16                    | Warre Vangheluwe ‏     | 135                   |
| 17                    | Jordi Warlop ‏         | 103                   |

| Intermarché-Wanty IWA | Intermarché-Wanty IWA      | Intermarché-Wanty IWA |
| --------------------- | -------------------------- | --------------------- |
| م                     | عداء                       | مرتبة                 |
| 21                    | Gerben Thijssen ‏           | لم يكمل السباق        |
| 22                    | Huub Artz ‏                 | 22                    |
| 23                    | Madis Mihkels              | 9                     |
| 24                    | آرنه ماريت ‏                | لم يكمل السباق        |
| 25                    | بابتيست بلانكايرت          | 95                    |
| 26                    | Gijs Van Hoecke ‏           | 57                    |
| 27                    | Roel van Sintmaartensdijk ‏ | 60                    |

| Arkéa-B&B Hotels ARK | Arkéa-B&B Hotels ARK | Arkéa-B&B Hotels ARK |
| -------------------- | -------------------- | -------------------- |
| م                    | عداء                 | مرتبة                |
| 31                   | Luca Mozzato ‏        | 17                   |
| 32                   | جينثي بيرمانز ‏       | 35                   |
| 33                   | Donavan Grondin ‏     | 37                   |
| 34                   | Lucas Janssen ‏       | 59                   |
| 35                   | دانيال مكلاي         | 19                   |
| 36                   | فلوريان سينيشال      | لم يبدأ              |
| 37                   | مايلز سكوتسون        | 110                  |

| Bora-Hansgrohe BOH | Bora-Hansgrohe BOH | Bora-Hansgrohe BOH |
| ------------------ | ------------------ | ------------------ |
| م                  | عداء               | مرتبة              |
| 41                 | سام ويلسفورد       | 7                  |
| 42                 | Nico Denz ‏         | 113                |
| 43                 | ماركو هالر         | 119                |
| 44                 | Emil Herzog ‏       | 137                |
| 45                 | Filip Maciejuk ‏    | 89                 |
| 46                 | ريان مولين         | 114                |
| 47                 | داني فان بوبيل     | 25                 |

| Cofidis COF | Cofidis COF            | Cofidis COF |
| ----------- | ---------------------- | ----------- |
| م           | عداء                   | مرتبة       |
| 51          | Stanisław Aniołkowski ‏ | 28          |
| 52          | بيت اليجارت            | 11          |
| 53          | ايمي دي جندت           | 104         |
| 55          | Christophe Noppe ‏      | 78          |
| 56          | Alexis Renard ‏         | 33          |
| 57          | Ludovic Robeet ‏        | 127         |

| Lidl-Trek LTK | Lidl-Trek LTK         | Lidl-Trek LTK |
| ------------- | --------------------- | ------------- |
| م             | عداء                  | مرتبة         |
| 61            | إدوارد ثيونس          | 21            |
| 62            | Tim Declercq ‏         | 93            |
| 63            | Jakob Söderqvist ‏     | 120           |
| 64            | Daan Hoole ‏           | 111           |
| 65            | Tim Torn Teutenberg ‏  | 32            |
| 66            | Mathias Vacek ‏ (طريق) | 90            |
| 67            | Otto Vergaerde ‏       | 91            |

| Team dsm-firmenich PostNL DFP | Team dsm-firmenich PostNL DFP | Team dsm-firmenich PostNL DFP |
| ----------------------------- | ----------------------------- | ----------------------------- |
| م                             | عداء                          | مرتبة                         |
| 71                            | Casper van Uden ‏              | 18                            |
| 72                            | Pavel Bittner ‏                | 94                            |
| 73                            | Benjamin Peatfield‏            | 73                            |
| 74                            | Niklas Märkl ‏                 | 46                            |
| 75                            | Tim Naberman ‏                 | 124                           |
| 76                            | Frank Aron Ragilo ‏            | 77                            |
| 77                            | Bram Welten ‏                  | 71                            |

| Team Jayco AlUla JAY | Team Jayco AlUla JAY | Team Jayco AlUla JAY |
| -------------------- | -------------------- | -------------------- |
| م                    | عداء                 | مرتبة                |
| 81                   | ديلان جروينويغن      | 3                    |
| 82                   | اموند جروندل يانسن   | لم يكمل السباق       |
| 83                   | لوكا ميزجيك          | 26                   |
| 84                   | Kelland O'Brien ‏     | 126                  |
| 85                   | Blake Quick ‏         | 39                   |
| 86                   | Elmar Reinders ‏      | 50                   |
| 87                   | ماكس والشيد          | 69                   |

| UAE Team Emirates UAD | UAE Team Emirates UAD | UAE Team Emirates UAD |
| --------------------- | --------------------- | --------------------- |
| م                     | عداء                  | مرتبة                 |
| 91                    | خوان سباستيان مولانو  | 24                    |
| 92                    | إيفو أوليفيرا (طريق)  | 112                   |
| 94                    | Jonathan Guatibonza ‏  | لم يكمل السباق        |
| 95                    | ألفارو هودج           | 115                   |
| 96                    | Gibbe Staes‏           | 92                    |
| 97                    | مايكل فينك ‏           | لم يكمل السباق        |

| Lotto Dstny LTD | Lotto Dstny LTD            | Lotto Dstny LTD |
| --------------- | -------------------------- | --------------- |
| م               | عداء                       | مرتبة           |
| 101             | جاكوبو غوارنييري           | 72              |
| 102             | Joshua Giddings (cyclist) ‏ | 70              |
| 103             | سيباستيان غرينيار ‏         | 63              |
| 104             | Mathijs Paasschens ‏        | 65              |
| 105             | Liam Slock ‏                | 134             |
| 106             | Lionel Taminiaux ‏          | 108             |
| 107             | Jarne Van de Paar ‏         | 14              |

| Astana Qazaqstan Team AST | Astana Qazaqstan Team AST | Astana Qazaqstan Team AST |
| ------------------------- | ------------------------- | ------------------------- |
| م                         | عداء                      | مرتبة                     |
| 111                       | سيس بول                   | 4                         |
| 112                       | Yevgeniy Fedorov ‏         | 122                       |
| 113                       | يفغيني جيديتش             | 101                       |
| 114                       | ديمتري غروزديف            | 87                        |
| 115                       | مايكل موركوف              | 102                       |
| 116                       | روديجر سليج               | 45                        |
| 117                       | Gleb Syritsa ‏             | 121                       |

| Israel-Premier Tech IPT | Israel-Premier Tech IPT | Israel-Premier Tech IPT |
| ----------------------- | ----------------------- | ----------------------- |
| م                       | عداء                    | مرتبة                   |
| 121                     | هوغو هوفستيتر           | 5                       |
| 122                     | إيتامار أينهورن (طريق)  | 29                      |
| 123                     | Oded Kogut ‏             | 40                      |
| 124                     | Riley Pickrell ‏         | 20                      |
| 125                     | Nadav Raisberg ‏         | 38                      |
| 126                     | Kiaan Watts‏             | 58                      |
| 127                     | ريك تسابل               | 118                     |

| أونو-إكس موبيليتي ‏ UXM | أونو-إكس موبيليتي ‏ UXM | أونو-إكس موبيليتي ‏ UXM |
| ---------------------- | ---------------------- | ---------------------- |
| م                      | عداء                   | مرتبة                  |
| 131                    | Søren Wærenskjold ‏     | 6                      |
| 132                    | Louis Bendixen ‏        | 129                    |
| 133                    | Stian Fredheim ‏        | 130                    |
| 134                    | Tord Gudmestad ‏        | 55                     |
| 135                    | Daniel Årnes ‏          | 128                    |
| 136                    | William Blume Levy ‏    | 30                     |
| 137                    | Rasmus Bøgh Wallin ‏    | 51                     |

| بنجوال باوليز ساوكس دبليو بي ‏ BWB | بنجوال باوليز ساوكس دبليو بي ‏ BWB | بنجوال باوليز ساوكس دبليو بي ‏ BWB |
| --------------------------------- | --------------------------------- | --------------------------------- |
| م                                 | عداء                              | مرتبة                             |
| 141                               | ساشا ويميس                        | 31                                |
| 142                               | Louis Blouwe ‏                     | 62                                |
| 143                               | Luca De Meester ‏                  | 52                                |
| 144                               | BEL                               | 47                                |
| 145                               | Jens Reynders ‏                    | 34                                |
| 146                               | Aaron Van der Beken ‏              | 48                                |
| 147                               | Jelle Vermoote ‏                   | 105                               |

| سبورت فلاندرين بالويس ‏ TFB | سبورت فلاندرين بالويس ‏ TFB | سبورت فلاندرين بالويس ‏ TFB |
| -------------------------- | -------------------------- | -------------------------- |
| م                          | عداء                       | مرتبة                      |
| 152                        | Toon Clynhens ‏             | لم يكمل السباق             |
| 153                        | Siebe Deweirdt ‏            | 100                        |
| 154                        | Jules Hesters ‏             | 136                        |
| 155                        | Elias Maris ‏               | 67                         |
| 156                        | Ward Vanhoof ‏              | 66                         |
| 157                        | Vincent Van Hemelen ‏       | 125                        |

| Q36.5 Pro Cycling Team ‏ Q36 | Q36.5 Pro Cycling Team ‏ Q36 | Q36.5 Pro Cycling Team ‏ Q36 |
| --------------------------- | --------------------------- | --------------------------- |
| م                           | عداء                        | مرتبة                       |
| 161                         | ماتيو موشيتي                | 8                           |
| 162                         | Joey Rosskopf ‏              | 68                          |
| 163                         | Negasi Haylu Abreha ‏        | 76                          |
| 164                         | Mirko Bozzola‏               | 74                          |
| 165                         | Cyrus Monk ‏                 | 75                          |
| 166                         | Szymon Sajnok ‏              | لم يكمل السباق              |
| 167                         | روري تاونسند ‏               | 53                          |

| Unibet Tietema Rockets ‏ TDT | Unibet Tietema Rockets ‏ TDT | Unibet Tietema Rockets ‏ TDT |
| --------------------------- | --------------------------- | --------------------------- |
| م                           | عداء                        | مرتبة                       |
| 171                         | Davide Bomboi ‏              | 16                          |
| 172                         | Hartthijs de Vries ‏         | 81                          |
| 173                         | Owen Geleijn ‏               | 56                          |
| 174                         | Axel Huens ‏                 | 123                         |
| 175                         | Sebastian Nielsen ‏          | 117                         |
| 176                         | نيكلاس بيديرسين ‏            | 116                         |
| 177                         | Abram Stockman ‏             | 23                          |

| TotalEnergies TEN | TotalEnergies TEN  | TotalEnergies TEN |
| ----------------- | ------------------ | ----------------- |
| م                 | عداء               | مرتبة             |
| 181               | دريس فان جيستل     | 15                |
| 182               | Lucas Boniface ‏    | 79                |
| 183               | Thomas Gachignard ‏ | 98                |
| 184               | Sandy Dujardin ‏    | 85                |
| 185               | أنتوني تورجيس      | 80                |
| 186               | Baptiste Vadic ‏    | لم يكمل السباق    |

| سويس ريسينغ أكادمي ‏ TUD | سويس ريسينغ أكادمي ‏ TUD | سويس ريسينغ أكادمي ‏ TUD |
| ----------------------- | ----------------------- | ----------------------- |
| م                       | عداء                    | مرتبة                   |
| 191                     | Arvid de Kleijn ‏        | 13                      |
| 192                     | Miká Heming ‏            | 106                     |
| 193                     | ألكسندر كرايغر          | 43                      |
| 194                     | Petr Kelemen ‏           | 109                     |
| 195                     | Juan David Sierra ‏      | 133                     |
| 196                     | ماتيو ترينتين           | 10                      |
| 197                     | Maikel Zijlaard ‏        | 41                      |

| بيت سايكلنج ‏ BCY | بيت سايكلنج ‏ BCY   | بيت سايكلنج ‏ BCY |
| ---------------- | ------------------ | ---------------- |
| م                | عداء               | مرتبة            |
| 201              | Michiel Coppens ‏   | 86               |
| 202              | Bram Dissel‏        | 82               |
| 203              | فيسل كرول ‏         | لم يكمل السباق   |
| 204              | Lars Loohuis‏       | 61               |
| 205              | Stijn Appel ‏       | 131              |
| 206              | Tijmen Eising ‏     | 96               |
| 207              | Jeroen Van Krimpen‏ | 54               |

| سوبرانو هام ايزوريكس ‏ TIS | سوبرانو هام ايزوريكس ‏ TIS | سوبرانو هام ايزوريكس ‏ TIS |
| ------------------------- | ------------------------- | ------------------------- |
| م                         | عداء                      | مرتبة                     |
| 211                       | تيموثي دوبونت             | 12                        |
| 212                       | Bo Godart‏                 | لم يكمل السباق            |
| 213                       | Jonas Goeman‏              | لم يكمل السباق            |
| 214                       | Thomas Joseph ‏            | 64                        |
| 215                       | Arne Santy‏                | 49                        |
| 216                       | Peder Dahl Strand‏         | لم يكمل السباق            |
| 217                       | Mauro Verwilt‏             | 88                        |

| Alpecin-Deceuninck ADC | Alpecin-Deceuninck ADC           | Alpecin-Deceuninck ADC |
| ---------------------- | -------------------------------- | ---------------------- |
| م                      | عداء                             | مرتبة                  |
| 1                      | جاسبر فيليبسين                   | 2                      |
| 2                      | Simon Dehairs ‏                   | 27                     |
| 3                      | Robbe Ghys ‏                      | 132                    |
| 4                      | Kaden Groves ‏                    | 107                    |
| 5                      | إدوارد بلانكايرتإدوارد بلانكايرت | 84                     |
| 6                      | Senne Leysen ‏                    | 99                     |
| 7                      | رامون سينكلدام                   | 83                     |

| Soudal Quick-Step SOQ | Soudal Quick-Step SOQ | Soudal Quick-Step SOQ |
| --------------------- | --------------------- | --------------------- |
| م                     | عداء                  | مرتبة                 |
| 11                    | تيم ميرلير            | 1                     |
| 12                    | جياني موسكون          | 44                    |
| 13                    | كاسبر بيدرسين         | 97                    |
| 14                    | Luke Lamperti ‏        | 42                    |
| 15                    | Bert Van Lerberghe ‏   | 36                    |
| 16                    | Warre Vangheluwe ‏     | 135                   |
| 17                    | Jordi Warlop ‏         | 103                   |

| Intermarché-Wanty IWA | Intermarché-Wanty IWA      | Intermarché-Wanty IWA |
| --------------------- | -------------------------- | --------------------- |
| م                     | عداء                       | مرتبة                 |
| 21                    | Gerben Thijssen ‏           | لم يكمل السباق        |
| 22                    | Huub Artz ‏                 | 22                    |
| 23                    | Madis Mihkels              | 9                     |
| 24                    | آرنه ماريت ‏                | لم يكمل السباق        |
| 25                    | بابتيست بلانكايرت          | 95                    |
| 26                    | Gijs Van Hoecke ‏           | 57                    |
| 27                    | Roel van Sintmaartensdijk ‏ | 60                    |

| Arkéa-B&B Hotels ARK | Arkéa-B&B Hotels ARK | Arkéa-B&B Hotels ARK |
| -------------------- | -------------------- | -------------------- |
| م                    | عداء                 | مرتبة                |
| 31                   | Luca Mozzato ‏        | 17                   |
| 32                   | جينثي بيرمانز ‏       | 35                   |
| 33                   | Donavan Grondin ‏     | 37                   |
| 34                   | Lucas Janssen ‏       | 59                   |
| 35                   | دانيال مكلاي         | 19                   |
| 36                   | فلوريان سينيشال      | لم يبدأ              |
| 37                   | مايلز سكوتسون        | 110                  |

| Bora-Hansgrohe BOH | Bora-Hansgrohe BOH | Bora-Hansgrohe BOH |
| ------------------ | ------------------ | ------------------ |
| م                  | عداء               | مرتبة              |
| 41                 | سام ويلسفورد       | 7                  |
| 42                 | Nico Denz ‏         | 113                |
| 43                 | ماركو هالر         | 119                |
| 44                 | Emil Herzog ‏       | 137                |
| 45                 | Filip Maciejuk ‏    | 89                 |
| 46                 | ريان مولين         | 114                |
| 47                 | داني فان بوبيل     | 25                 |

| Cofidis COF | Cofidis COF            | Cofidis COF |
| ----------- | ---------------------- | ----------- |
| م           | عداء                   | مرتبة       |
| 51          | Stanisław Aniołkowski ‏ | 28          |
| 52          | بيت اليجارت            | 11          |
| 53          | ايمي دي جندت           | 104         |
| 55          | Christophe Noppe ‏      | 78          |
| 56          | Alexis Renard ‏         | 33          |
| 57          | Ludovic Robeet ‏        | 127         |

| Lidl-Trek LTK | Lidl-Trek LTK         | Lidl-Trek LTK |
| ------------- | --------------------- | ------------- |
| م             | عداء                  | مرتبة         |
| 61            | إدوارد ثيونس          | 21            |
| 62            | Tim Declercq ‏         | 93            |
| 63            | Jakob Söderqvist ‏     | 120           |
| 64            | Daan Hoole ‏           | 111           |
| 65            | Tim Torn Teutenberg ‏  | 32            |
| 66            | Mathias Vacek ‏ (طريق) | 90            |
| 67            | Otto Vergaerde ‏       | 91            |

| Team dsm-firmenich PostNL DFP | Team dsm-firmenich PostNL DFP | Team dsm-firmenich PostNL DFP |
| ----------------------------- | ----------------------------- | ----------------------------- |
| م                             | عداء                          | مرتبة                         |
| 71                            | Casper van Uden ‏              | 18                            |
| 72                            | Pavel Bittner ‏                | 94                            |
| 73                            | Benjamin Peatfield‏            | 73                            |
| 74                            | Niklas Märkl ‏                 | 46                            |
| 75                            | Tim Naberman ‏                 | 124                           |
| 76                            | Frank Aron Ragilo ‏            | 77                            |
| 77                            | Bram Welten ‏                  | 71                            |

| Team Jayco AlUla JAY | Team Jayco AlUla JAY | Team Jayco AlUla JAY |
| -------------------- | -------------------- | -------------------- |
| م                    | عداء                 | مرتبة                |
| 81                   | ديلان جروينويغن      | 3                    |
| 82                   | اموند جروندل يانسن   | لم يكمل السباق       |
| 83                   | لوكا ميزجيك          | 26                   |
| 84                   | Kelland O'Brien ‏     | 126                  |
| 85                   | Blake Quick ‏         | 39                   |
| 86                   | Elmar Reinders ‏      | 50                   |
| 87                   | ماكس والشيد          | 69                   |

| UAE Team Emirates UAD | UAE Team Emirates UAD | UAE Team Emirates UAD |
| --------------------- | --------------------- | --------------------- |
| م                     | عداء                  | مرتبة                 |
| 91                    | خوان سباستيان مولانو  | 24                    |
| 92                    | إيفو أوليفيرا (طريق)  | 112                   |
| 94                    | Jonathan Guatibonza ‏  | لم يكمل السباق        |
| 95                    | ألفارو هودج           | 115                   |
| 96                    | Gibbe Staes‏           | 92                    |
| 97                    | مايكل فينك ‏           | لم يكمل السباق        |

| Lotto Dstny LTD | Lotto Dstny LTD            | Lotto Dstny LTD |
| --------------- | -------------------------- | --------------- |
| م               | عداء                       | مرتبة           |
| 101             | جاكوبو غوارنييري           | 72              |
| 102             | Joshua Giddings (cyclist) ‏ | 70              |
| 103             | سيباستيان غرينيار ‏         | 63              |
| 104             | Mathijs Paasschens ‏        | 65              |
| 105             | Liam Slock ‏                | 134             |
| 106             | Lionel Taminiaux ‏          | 108             |
| 107             | Jarne Van de Paar ‏         | 14              |

| Astana Qazaqstan Team AST | Astana Qazaqstan Team AST | Astana Qazaqstan Team AST |
| ------------------------- | ------------------------- | ------------------------- |
| م                         | عداء                      | مرتبة                     |
| 111                       | سيس بول                   | 4                         |
| 112                       | Yevgeniy Fedorov ‏         | 122                       |
| 113                       | يفغيني جيديتش             | 101                       |
| 114                       | ديمتري غروزديف            | 87                        |
| 115                       | مايكل موركوف              | 102                       |
| 116                       | روديجر سليج               | 45                        |
| 117                       | Gleb Syritsa ‏             | 121                       |

| Israel-Premier Tech IPT | Israel-Premier Tech IPT | Israel-Premier Tech IPT |
| ----------------------- | ----------------------- | ----------------------- |
| م                       | عداء                    | مرتبة                   |
| 121                     | هوغو هوفستيتر           | 5                       |
| 122                     | إيتامار أينهورن (طريق)  | 29                      |
| 123                     | Oded Kogut ‏             | 40                      |
| 124                     | Riley Pickrell ‏         | 20                      |
| 125                     | Nadav Raisberg ‏         | 38                      |
| 126                     | Kiaan Watts‏             | 58                      |
| 127                     | ريك تسابل               | 118                     |

| أونو-إكس موبيليتي ‏ UXM | أونو-إكس موبيليتي ‏ UXM | أونو-إكس موبيليتي ‏ UXM |
| ---------------------- | ---------------------- | ---------------------- |
| م                      | عداء                   | مرتبة                  |
| 131                    | Søren Wærenskjold ‏     | 6                      |
| 132                    | Louis Bendixen ‏        | 129                    |
| 133                    | Stian Fredheim ‏        | 130                    |
| 134                    | Tord Gudmestad ‏        | 55                     |
| 135                    | Daniel Årnes ‏          | 128                    |
| 136                    | William Blume Levy ‏    | 30                     |
| 137                    | Rasmus Bøgh Wallin ‏    | 51                     |

| بنجوال باوليز ساوكس دبليو بي ‏ BWB | بنجوال باوليز ساوكس دبليو بي ‏ BWB | بنجوال باوليز ساوكس دبليو بي ‏ BWB |
| --------------------------------- | --------------------------------- | --------------------------------- |
| م                                 | عداء                              | مرتبة                             |
| 141                               | ساشا ويميس                        | 31                                |
| 142                               | Louis Blouwe ‏                     | 62                                |
| 143                               | Luca De Meester ‏                  | 52                                |
| 144                               | BEL                               | 47                                |
| 145                               | Jens Reynders ‏                    | 34                                |
| 146                               | Aaron Van der Beken ‏              | 48                                |
| 147                               | Jelle Vermoote ‏                   | 105                               |

| سبورت فلاندرين بالويس ‏ TFB | سبورت فلاندرين بالويس ‏ TFB | سبورت فلاندرين بالويس ‏ TFB |
| -------------------------- | -------------------------- | -------------------------- |
| م                          | عداء                       | مرتبة                      |
| 152                        | Toon Clynhens ‏             | لم يكمل السباق             |
| 153                        | Siebe Deweirdt ‏            | 100                        |
| 154                        | Jules Hesters ‏             | 136                        |
| 155                        | Elias Maris ‏               | 67                         |
| 156                        | Ward Vanhoof ‏              | 66                         |
| 157                        | Vincent Van Hemelen ‏       | 125                        |

| Q36.5 Pro Cycling Team ‏ Q36 | Q36.5 Pro Cycling Team ‏ Q36 | Q36.5 Pro Cycling Team ‏ Q36 |
| --------------------------- | --------------------------- | --------------------------- |
| م                           | عداء                        | مرتبة                       |
| 161                         | ماتيو موشيتي                | 8                           |
| 162                         | Joey Rosskopf ‏              | 68                          |
| 163                         | Negasi Haylu Abreha ‏        | 76                          |
| 164                         | Mirko Bozzola‏               | 74                          |
| 165                         | Cyrus Monk ‏                 | 75                          |
| 166                         | Szymon Sajnok ‏              | لم يكمل السباق              |
| 167                         | روري تاونسند ‏               | 53                          |

| Unibet Tietema Rockets ‏ TDT | Unibet Tietema Rockets ‏ TDT | Unibet Tietema Rockets ‏ TDT |
| --------------------------- | --------------------------- | --------------------------- |
| م                           | عداء                        | مرتبة                       |
| 171                         | Davide Bomboi ‏              | 16                          |
| 172                         | Hartthijs de Vries ‏         | 81                          |
| 173                         | Owen Geleijn ‏               | 56                          |
| 174                         | Axel Huens ‏                 | 123                         |
| 175                         | Sebastian Nielsen ‏          | 117                         |
| 176                         | نيكلاس بيديرسين ‏            | 116                         |
| 177                         | Abram Stockman ‏             | 23                          |

| TotalEnergies TEN | TotalEnergies TEN  | TotalEnergies TEN |
| ----------------- | ------------------ | ----------------- |
| م                 | عداء               | مرتبة             |
| 181               | دريس فان جيستل     | 15                |
| 182               | Lucas Boniface ‏    | 79                |
| 183               | Thomas Gachignard ‏ | 98                |
| 184               | Sandy Dujardin ‏    | 85                |
| 185               | أنتوني تورجيس      | 80                |
| 186               | Baptiste Vadic ‏    | لم يكمل السباق    |

| سويس ريسينغ أكادمي ‏ TUD | سويس ريسينغ أكادمي ‏ TUD | سويس ريسينغ أكادمي ‏ TUD |
| ----------------------- | ----------------------- | ----------------------- |
| م                       | عداء                    | مرتبة                   |
| 191                     | Arvid de Kleijn ‏        | 13                      |
| 192                     | Miká Heming ‏            | 106                     |
| 193                     | ألكسندر كرايغر          | 43                      |
| 194                     | Petr Kelemen ‏           | 109                     |
| 195                     | Juan David Sierra ‏      | 133                     |
| 196                     | ماتيو ترينتين           | 10                      |
| 197                     | Maikel Zijlaard ‏        | 41                      |

| بيت سايكلنج ‏ BCY | بيت سايكلنج ‏ BCY   | بيت سايكلنج ‏ BCY |
| ---------------- | ------------------ | ---------------- |
| م                | عداء               | مرتبة            |
| 201              | Michiel Coppens ‏   | 86               |
| 202              | Bram Dissel‏        | 82               |
| 203              | فيسل كرول ‏         | لم يكمل السباق   |
| 204              | Lars Loohuis‏       | 61               |
| 205              | Stijn Appel ‏       | 131              |
| 206              | Tijmen Eising ‏     | 96               |
| 207              | Jeroen Van Krimpen‏ | 54               |

| سوبرانو هام ايزوريكس ‏ TIS | سوبرانو هام ايزوريكس ‏ TIS | سوبرانو هام ايزوريكس ‏ TIS |
| ------------------------- | ------------------------- | ------------------------- |
| م                         | عداء                      | مرتبة                     |
| 211                       | تيموثي دوبونت             | 12                        |
| 212                       | Bo Godart‏                 | لم يكمل السباق            |
| 213                       | Jonas Goeman‏              | لم يكمل السباق            |
| 214                       | Thomas Joseph ‏            | 64                        |
| 215                       | Arne Santy‏                | 49                        |
| 216                       | Peder Dahl Strand‏         | لم يكمل السباق            |
| 217                       | Mauro Verwilt‏             | 88                        |

## التصنيف العام النهائي
| التصنيف العام         | التصنيف العام      | التصنيف العام             | التصنيف العام | التصنيف العام |
| العداء                | العداء             | الفريق                    | الوقت         |               |
| --------------------- | ------------------ | ------------------------- | ------------- | ------------- |
| 1                     | تيم ميرلير         | Soudal Quick-Step         | 4 س 17 د 04 ث |               |
| 2                     | جاسبر فيليبسين     | Alpecin-Deceuninck        | + 0 ث         |               |
| 3                     | ديلان جروينويغن    | Team Jayco AlUla          | + 0 ث         |               |
| 4                     | سيس بول            | Astana Qazaqstan Team     | + 0 ث         |               |
| 5                     | هوغو هوفستيتر      | Israel-Premier Tech       | + 0 ث         |               |
| 6                     | Søren Wærenskjold ‏ | أونو اكس برو سايكلنج تيم ‏ | + 0 ث         |               |
| 7                     | سام ويلسفورد       | Bora-Hansgrohe            | + 0 ث         |               |
| 8                     | ماتيو موشيتي       | Q36.5 Pro Cycling Team ‏   | + 0 ث         |               |
| 9                     | ماديس ميكلس        | Intermarché-Wanty         | + 0 ث         |               |
| 10                    | ماتيو ترينتين      | سويس ريسينغ أكادمي ‏       | + 0 ث         |               |
|                       |                    |                           |               |               |
| مصدر: ProCyclingStats |                    |                           |               |               |

## وصلات خارجية
- الموقع الرسمي
- لمحة عن سباق شيلدبرايش 2024 على موقع  ProCyclingStats   (برو  سايكلنج  ستاتس) - إحصاءات  محترفي  الدراجات.
- شيلدبرايش 2024 على موقع إحصائيات الدراجات الإحترافية (الإنجليزية)